# Isomyia xishuangensis
Isomyia xishuangensis är en tvåvingeart som beskrevs av Fang och Fan 1985. Isomyia xishuangensis ingår i släktet Isomyia och familjen Rhiniidae. Inga underarter finns listade i Catalogue of Life.